# M25 (снайперская винтовка)
Снайперская винтовка М25 — снайперская винтовка, разработанная специально для Сил специального назначения армии США и Сил специальных операций ВМС США.
Она была разработана 10th Special Forces Group, находящейся в Форте Деванс, штат Массачусетс, для замены снайперской винтовки M14, и отвечает требованиям Сил специального назначения и Сил специальных операций. Командование Силами специальных операций ВМС США называет эту винтовку «Легкая Снайперская Винтовка», также как «Снайперская Система Безопасности» и «Продукт улучшения M21».
Для улучшений характеристик ствола он изготавливался холодной ковкой по матрице. Подгонка деталей винтовки стала почти идеальной, так что M25 так же надежна и неприхотлива, как и ее славные предшественницы.
Снайперская винтовка M25 схожа во многих отношениях со снайперской винтовкой М21. Большинство винтовок оснащалось тактическими прицелами 10x компании Bausch & Lomb. На некоторых винтовках был установлен прицел компании Leupold & Stevens, включая модели Ultra Mark 4 M1, Ultra Mark 4 M3, и Vari X—III LR M3. Глушитель для винтовки был разработан компанией OPS. Винтовки M25 последних серий имеют приклад, который можно отрегулировать под стрелка, предусмотрена также возможность установки дополнительной пистолетной ручки.
Она была названа «Белое Перо» в честь Карлоса Хэскока, снайпера Корпуса морской пехоты США, который стал известен во время Вьетнамской войны. Его враги звали его «Белое Перо» из-за того, что он носил на своей шляпе белое перо. За его поимку или смерть была обещана большая награда.
Изначально винтовка M25 предназначалась для вооружения марксменов и снайперов, предполагалось также, что ее будут использовать знаменитые «морские котики». В наши дни популярность M25 растет, и ее закупают спецподразделения стран НАТО.
M25 не является заменой снайперской винтовки М24, она была спроектирована для специальных нужд и была использована в операции Буря в пустыне.